# Pokémon: De Reis van Johto
De Reis van Johto is de eerste en vooralsnog enige Nederlandstalige cd van de televisieserie Pokémon. Er zijn geen bekende hitnoteringen. De productie is een bewerking van het Amerikaanse origineel onder de titel Totally Pokémon. De nummers waren oorspronkelijk deel van het derde seizoen van de animatieserie, in het onderdeel Pokémon Karaokémon - deel van Pokémon: The Johto Journeys. Het nummer Pokémon Johto werd gebruikt als leader voor het derde seizoen van de tekenfilmserie Pokémon, en tijdens de aftiteling.
Enkele nummers zijn heruitgegeven op de soundtrack van de film Pokémon 3: In de greep van Unown, getiteld Pokémon 3: The Ultimate Soundtrack - Nederlandse versie, waarop tevens ook een opnieuw ingezongen en opnieuw vertaalde remix van de titelsong staat.

## Tracklijst
| Nr. | Titel                                                       | Bewerking van            | Zanger                                           | Songwriter                                           |
| --- | ----------------------------------------------------------- | ------------------------ | ------------------------------------------------ | ---------------------------------------------------- |
| 01  | Pokémon Johto*                                              | Pokémon Johto            | Ferry van Leeuwen                                | John Loeffler & John Siegler                         |
| 02  | Pikachu (Ik kies jou)                                       | Pikachu (I Choose You)   | Ingrid Simons                                    | John Loeffler & Neil Jason                           |
| 03  | Het liefste wat we doen                                     | All We Wanna Do          | Jody Pijper en Patrick Vinx                      | John Loeffler en Ken Cummings                        |
| 04  | Het spel                                                    | The Game                 | Ferry van Leeuwen                                | John Loeffler, Louis Cortelezzi en Russell Velázquez |
| 05  | Hij maakt me stapel                                         | He Drives Me Crazy       | Jody Pijper                                      | John Loeffler en Ken Cummings                        |
| 06  | Jij en ik en Pokémon                                        | You and Me and Pokémon   | Jody Pijper en Patrick Vinx                      | John Loeffler en John Siegler                        |
| 07  | Het zou zo belangrijk zijn                                  | Biggest Part of My Life  | Ferry van Leeuwen                                | John Loeffler en Ken Cummings                        |
| 08  | Wil je echt spelen?                                         | Do Ya Really Wanna Play? | Jody Pijper en Ingrid Simons                     | John Loeffler en Ken Cummings                        |
| 09  | Jigglypuff                                                  | Jigglypuff               | Ferry van Leeuwen, Jody Pijper en Rachael Lillis | John Loeffler, Louis Cortelezzi en Bob Mayo          |
| 10  | Nooit te ver van huis                                       | Never Too Far From Home  | Ferry van Leeuwen                                | John Loeffler, Neil Jason en John McCurry            |
| 11  | Twee perfecte meiden                                        | Two Perfect Girls        | Ferry van Leeuwen                                | John Loeffler, John Siegler en Norman J. Grossfeld   |
| 12  | PokéRap GS                                                  | PokéRap GS*              | Ingrid Simons, Ferry van Leeuwen en Johto        | John Loeffler en John Siegler                        |
|     | Ken je Karaokémon? - BONUS: Pokémonliedjes om mee te zingen |                          |                                                  |                                                      |
| 13  | Pokémon Johto                                               | Pokémon Johto            |                                                  | John Loeffler en John Siegler                        |
| 14  | Pikachu (Ik kies jou)                                       | Pikachu (I Choose You)   |                                                  | John Loeffler en Neil Jason                          |
| 15  | Het liefste wat de doen                                     | All We Wanna Do          |                                                  | John Loeffler en Ken Cummings                        |
| 16  | Jij en ik en Pokémon                                        | You and Me and Pokémon   |                                                  | John Loeffler en John Siegler                        |
| 17  | Jigglypuff                                                  | Jigglypuff               |                                                  | John Loeffler, Louis Cortelezzi en Bob Mayo          |
| 18  | Twee perfecte meiden                                        | Two Perfect Girls        |                                                  | John Loeffler, John Siegler en Norman J. Grossfeld   |
| 19  | PokéRap GS                                                  | PokéRap GS*              |                                                  | John Loeffler en John Siegler                        |

- GS staat voor Gold/Silver, de spellenreeks waarop de televisieserie ten tijde van deze cd-uitgave op gebaseerd werd.
- Pokémon Johto is de titelsong van het derde seizoen van Pokémon in het jaar 2001. Dit liedje werd ook gebruikt voor de aftiteling.

## Zangers
Gecontacteerde zangers zijn Ferry van Leeuwen, Jody Pijper, Ingrid Simons en Patrick Vinx. Ook is Rachael Lillis te horen als Jigglypuff, en is het Amerikaanse Johto (gedeeltelijk) behouden voor het nummer PokéRap GS, vernoemd naar de videospellen Pokémon: Gold, Pokémon: Silver en Pokémon Crystal welke normaal gesproken als trio afgekort wordt naar 'GSC'. Deze rap past in de reeks PokéRaps en leert de namen uit de tweede generatie Pokémon: nog eens honderd namen boven op de eerste honderdvijftig uit de eerste rap.

## Vertaling en productie
De vertaling lag in handen van Sjé Stevens (BUMA). De cd werd geproduceerd door Istvan Leelossy voor Sound with Vision in België. De opnames vonden plaats in de Hidden Valley Ranch, tevens ook in België. De liedjes zijn gecomponeerd en geschreven door John Loeffler voor Rave Music. Medeschrijvers zijn John Lissaunen en Manny Corallo.

## Verpakking
De verpakking bestaat uit een jewelcase. Deel van de uitklapbare hoes is een poster met twee-en-dertig Pokémon-personages en een afbeelding van de bekende Karaokémon jukebox, zoals te zien in uitzendingen in het jaar 2001 op kinderzender Fox Kids. Elke aflevering was er een nieuw Karaokémon-liedje te horen, dat om de vijf afleveringen herhaald werd. De uitzending was vijf keer in de week, waardoor alle liedjes één keer per week werden uitgezonden. Het ontwerp van de fronthoes bestaat uit een afbeelding van een Lugia en een Ho-oh. Het Nederlandstalige logo is gebaseerd op die van het vierde seizoen van de animatieserie, getiteld Pokémon: Johto League Champions. De leadertrack uit deze serie ontbreekt echter.

## Trivia
- De originele Amerikaanse band Johto bestond uit Jolan Bookvor, Jamily Gray, P.J. Lequerica, Shauna McCoy, Shareel McQueen en Elan Rivera.
- Een musical werd opgevoerd op 6 en 7 april 2002 in het Sportpaleis in België, gebaseerd op het Amerikaanse Pokémon Live!.
- De inhoud is speciaal vertaald voor de cd, en later toegevoegd aan de televisieserie.
- De liedjes hebben in de Nederlandstalige versie van deze cd geen consistente rijm, in tegenstelling tot de Nederlandstalige liedjes die speciaal voor televisie vertaald zijn. Het verschil hiervan is te bemerken in de vergelijking van het nummer Pokémon Johto:

| Nr. | Titel         | Bewerking van | Zanger                          | Bewerker          |
| --- | ------------- | ------------- | ------------------------------- | ----------------- |
| 01  | Pokémon Johto | Pokémon Johto | Ferry van Leeuwen               | Sjé Stevens       |
| 02  | Pokémon Johto | Pokémon Johto | Tony Neef en Niki Romijn (o.a.) | Bianca Steenhagen |

De versie van Steenhagen is een bewerking, en die van Stevens een vertaling. De remix en tevens nieuwe vertaling (bewerking) van Steenhagen is deel van de film Pokémon 3: In de greep van Unown, en staat op de soundtrack Pokémon 3: The Ultimate Soundtrack - Nederlandse versie.